# James Allard
James Allard (Doornik, 26 januari 1890 - Ottignies, 16 februari 1974) was een Belgisch architect. 

## Levensloop
Zijn vader, Charles Allard was leraar aan de Kunstacademie van Doornik, aquarellist en lithograaf.
James Allard was gespecialiseerd in de sociale woningbouw en besteedde meer aandacht aan het programma dan aan de vorm. Zijn architectuur sluit aan bij de modernistische stroming maar liet ook ruimte voor het pittoreske en het historisme. Hij genoot een doorgedreven academische opleiding (Doornik en Brussel) en nam deel aan tal van architectuurwedstrijden.
Zijn specialisatie verhinderde niet dat hij, onder meer in Brussel, verschillende woonhuizen bouwde in ecclectische stijl en ook restauratieontwerpen maakte.
Hij was ook de architect in Doornik van:
- het restaurant "l'Ecu de France" op de Grote Markt,
- de uitbreiding van de Kunstacademie,
- het Lyceum Campin,
- De heropbouw van la Maison des Anciens prêtres.

In 1938-1940 was hij voorzitter van de Société Centrale des Architectes de Belgique (SCAB).

## Publicatie
- Maison, 26, av. Maurice, à Bruxelles, in: L'Émulation, 1924